# Vale, Komen
Vale este o localitate din comuna Komen, Slovenia, cu o populație de 21 de locuitori.